# Siegmund Hegeholz
Siegmund Hegeholz (* 9. Mai 1959; † 2. März 2022) war ein deutscher Behindertensportler.

## Sportliche Karriere
Siegmund (Siggi) Hegeholz wuchs in der DDR auf. Trotz seiner schweren Sehbehinderung (er ist fast blind) trieb er von Jugend an Leistungssport in verschiedenen Disziplinen der Leichtathletik. Besonders erfolgreich war er im Speerwurf, außerdem in den Disziplinen Fünfkampf, Dreisprung, Kugelstoßen, Staffellauf und Diskuswurf. Er wurde bereits zu DDR-Zeiten international eingesetzt und gewann bei den Paralympischen Sommerspielen 1984 in der Leistungsgruppe F 11 zwei Goldmedaillen, jeweils im Dreisprung und im Fünfkampf.
Nach der Wiedervereinigung Deutschlands gehörte er der deutschen Nationalmannschaft an nahm sowohl an Weltmeisterschaften als auch an Paralympischen Sommerspielen erfolgreich teil.

## Medaillen

### Behinderten-Weltmeisterschaften
- 1990: 2 Goldmedaillen (Speerwurf, 4 × 100 m Staffel), 2 Silbermedaillen (Diskus, Kugelstoßen)
- 1994, 1998, 1999, 2006 jeweils Silbermedaillen im Speerwurf[3]

### Paralympische Spiele
- 1992: 1 Goldmedaille (Speerwurf)
- 2000: 2 Goldmedaillen (Speerwurf, Fünfkampf)
- 2004: 1 Silbermedaille (Speerwurf).

## Auszeichnungen
- 1993: Silbernes Lorbeerblatt[4]
- 2002: Niedersächsische Sportmedaille
- 2011: Aufnahme in Hall of Fame des niedersächsischen Sports[5]